# Лэнг, Джонни
Джон Гордон Лэнгсет-младший (англ. Jon Gordon Langseth Jr.; род. 29 января 1981 года, Фарго, Северная Дакота, США), также известный как Джонни Лэнг (англ. Jonny Lang), — американский блюзовый, госпел-, рок- певец, автор песен и гитарист. Он записал пять альбомов, которые вошли в топ-50 чарта Billboard 200, и получил премию «Грэмми» за Turn Around.

## Биография
Джонни Лэнг родился под именем Джон Гордон Лэнгсет-младший в Фарго, Северная Дакота и имеет норвежские корни. Он начал играть на гитаре для своих друзей в 12 лет. Он играл самую разную музыку. Он также исполнил кавер-версию Джими Хендрикса на гимн США. Вскоре после того, как отец взял его с собой на концерт Bad Medicine Blues Band, одной из немногих блюзовых групп в Фарго, Лэнг начал брать уроки игры на гитаре у Теда Ларсена, гитариста этой группы. Через несколько месяцев после того, как Лэнг начал выступать, он присоединился к группе, которая затем была переименована в Kid Jonny Lang & The Big Bang. Два года спустя лейбл A&M Records, подписавший контракты с Джанетом Джексоном и Soundgarden, пригласил его на живое выступление в Bunkers Bar в Миннеаполисе, и в 1996 году он подписал контракт с лейблом, став последним в череде молодых блюзовых гитаристов, среди которых были Кенни Уэйн Шеппард и Дерек Тракс. Группа переехала в Миннеаполис, штат Миннесота, и когда Лэнгу было 14 лет, они самостоятельно выпустили альбом Smokin. Он выпустил Lie to Me 28 января 1997 года, и его заглавная песня стала самой успешной в его карьере. Следующий альбом, Wander this World вышел 20 октября 1998 года и был номинирован на премию «Грэмми». За ним последовал более душевный альбом Long Time Coming, вышедший 14 октября 2003 года. Лэнг также записал кавер на песню Эдгара Винтера «Dying to Live». Альбом Лэнга 2006 года с элементами госпела Turn Around принёс ему первую премию «Грэмми».
В первые годы своей карьеры Лэнг всегда выступал босиком на сцене, потому что «это приятно» и в память о Лютере Эллисоне, друге, который недавно умер. С тех пор он отказался от этой привычки после нескольких несчастных случаев и ударов током.
Лэнг сыграл эпизодическую роль в фильме 1998 года «Братья Блюз 2000», в образе уборщика. В 1999 году его пригласил новоизбранный губернатор Миннесоты Джесси Вентура. Позже в том же году его пригласили выступить в Белом доме для президента Билла Клинтона и Хиллари Клинтон. В 2004 году Эрик Клэптон пригласил Лэнга выступить на гитарном фестивале Crossroads, чтобы собрать деньги для центра Crossroads в Антигуа. За более чем десять лет гастролей Лэнг выступал со многими известными артистами, такими как The Rolling Stones, Бадди Гай, Бет Харт, Aerosmith, Би Би Кинг, Blues Traveler, Джефф Бек и Стинг.
Лэнг также регулярно выступает в рамках тура Experience Hendrix вместе со многими другими известными гитаристами, чтобы почтить память покойной легенды гитары.
17 сентября 2013 года Лэнг выпустил свой первый за семь лет студийный альбом Fight for My Soul.
Signs вышел 1 сентября 2017 года в Европе и 8 сентября в Северной Америке.
12 января 2021 года было объявлено, что все подтверждённые даты концертов отменяются до дальнейшего уведомления из-за проблем со здоровьем, которые влияют на способность Лэнга петь.

## Музыкальное оборудование
Джонни Лэнг с самого начала работы над первым альбомом The Big Bang использовал Fender Telecaster Thinline 1972 года выпуска, изготовленный в мастерской Fender Custom Shop, а также Gibson Les Paul 1958 года выпуска, изготовленный в мастерской Custom Shop, в последние годы, когда его звучание и стиль стали более зрелыми и отточенными. Его оригинальный Tele Custom Shop с верхней декой из чёрного клёна, грифом из клёна, перламутровой фирменной инкрустацией и его фирменным изображением девушки в стиле пин-ап на задней части корпуса был украден несколько лет назад. С тех пор он добавил ещё пару кастомных тонких телекастеров, выдержанных в том же эстетическом стиле, но в разных цветах: от жжёного оранжевого/янтарного до тёмно-фиолетового. Fender Telecaster Thin 1972 года — это полуакустическая гитара с корпусом из ели, верхней декой из клёна, а также грифом и накладкой из клёна. Однако с тех пор, как он создал свой первый кастомный телекастер, он не использовал фирменную инкрустацию «Джонни Лэнг» с жемчугом, но по-прежнему верен своему стилю «пин-ап» времён Второй мировой войны. На телекастерах Джонни установлены три звукоснимателя Билла Лоуренса (L500 на грифе, L500XL на бридже) с 5-позиционным переключателем звукоснимателей и переключателем катушек для получения звука с одной катушкой. На его педальной доске во время тура 2014 года были установлены Analog Man King of Tone, усилитель Whirlwind The Bomb, Visual Sound V2 Route 808, Fulltone Ultimate Octave, JAM Pedals Tube Dreamer и Boss AW-3. В этом туре он играл на своем Custom Shop Tele и переизданном Custom Shop Gibson Les Paul 1958 года выпуска с помощью пары модифицированных усилителей Fender Deluxe '65. Лэнг также использовал Arbiter Fuzz Face и Electro-Harmonix POG для тура Experience Hendrix. Лэнг также использовал звукосниматель Audio tech Guitar Products ABC Selector CCM во время своего акустического тура в 2005 году.
Гитара, изображённая на обложке Lie to Me, — это оригинальный Fender Esquire. Во время съёмок клипа на заглавную песню «Lie to Me», которые проходили в музыкальном магазине в Сан-Франциско, владелец магазина предложил Лэнгу сыграть на Esquire. Лэнгу понравилась гитара, он купил её и подарил себе. Он продолжает играть на ней, но не так часто, как на своём Custom Shop Telecaster и Les Paul из серии Signature.

## Состав группы
С 1993 по 1996 год аккомпанирующей группой Лэнга была Big Bang. В эту группу входили три участника-основателя Bad Medicine Blues Band: Тед «Лайтнин Бой» Ларсен на гитаре, его брат Майкл Рей Ларсен на барабанах и Джефф Хайенга на бас-гитаре. Клавишник Брюс Маккейб присоединился к The Big Bang в 1995 году после того, как Лэнг и эта молодая группа произвели на него впечатление своим выступлением на разогреве у группы Маккейба The Hoopsnakes.
С 1996 по 2004 год в группу Лэнга входили Пол Дитхельм на гитаре, Брюс Маккейб на клавишных, Дуг Нельсон на басу и Билли Томмес на барабанах. Также на клавишных в 2003 и 2004 годах играл Донни Ла Марка, заменявший Маккейба во время его перерыва в гастролях. Дуг Нельсон погиб в дорожно-транспортном происшествии в 2000 году, и его заменил Билли Франце. Франце, в свою очередь, был заменен Джимом Антоном в 2003 году. В 2000 году к группе присоединился саксофонист Дэвид Эйланд, который стал для Лэнга партнёром для продолжительных инструментальных джемов. В 2005 году Лэнг сменил весь состав, кроме Антона, и отправился в акустический тур. Он выступил с Венди Элейн Райт на вечеринке перед церемонией вручения премии «Грэмми» в 2000 году. Гитарист Рив Карни выступал на разогреве у группы на нескольких концертах в 2005 году, а также во время туров 2006 и 2007 годов.
В недавний состав группы вошли Барри Александр из Миннеаполиса на барабанах, Джим Антон из Миннеаполиса на бас-гитаре, Акил Томпсон из Нэшвилла на ритм-гитаре, Дван Хилл из Нэшвилла на клавишных, Мисси Хейл из Лос-Анджелеса на бэк-вокале.
По состоянию на 2017 год в состав группы Лэнга входили Барри Александер на барабанах, Джим Антон на бас-гитаре, Тайрус Сасс на клавишных и Зейн Карни на ритм-гитаре.

## Личная жизнь

### Семья
Лэнг женился на бывшей участнице Kids Incorporated Хейли Джонсон 8 июня 2001 года, став шурином актрисы Эшли Джонсон. Лэнг и его жена родились в один день, хотя она на год старше. Они живут в Лос-Анджелесе и у них пятеро детей.
У Лэнга есть две старшие сестры, Стефани и Хайди Джо. У него также есть младшая сестра Джессика «Джесси» Лэнгсет, которая участвовала в 8-м сезоне American Idol.

### Обращение в христианство
Лэнг стал христианином в 2000 году. В интервью с Сарой Гровс в Christianity Today Лэнг подробно рассказал о своём обращении, заверив её, что у него был сверхъестественный опыт общения со Святым Духом. По его собственным словам, раньше он «ненавидел христианство» и «презирал всё, что связано с Богом», но теперь он хочет рассказать другим о любви Иисуса.
Песни «Only a Man» и «Thankful» из его альбома Turn Around посвящены его вере в Бога. Он также написал в соавторстве пару песен с исполнителем современной христианской музыки Стивеном Кертисом Чепменом, в частности «My Love Remains».